# Оливски договор
Оливският договор (на полски: Pokój Oliwski, на шведски: Freden i Oliva, на немски: Vertrag von Oliva) е мирен договор, сключен на 3 май 1660 година в Олива (днес част от Гданск) между Жечпосполита, Швеция, Бранденбург-Прусия и Хабсбургската монархия. Той е един от няколкото договора, сложили край на Малката северна война.
До договора се стига, заради желанието на Жечпосполита и Швеция да сключат мир помежду си, за да се концентрират върху водените от тях войни, съответно срещу Русия и Дания. Той до възстановява до голяма степен предвоенното положение, но страните признават суверенитета на Швеция над Шведска Ливония (завладяна на практика още през 1629 година) и на Хоенцолерните над Херцогство Прусия (до 1657 година васално на Жечпосполита), а полският крал Ян II Кажимеж се отказва от претенциите си към шведския трон.